# Václav z Paběnic
Václav z Paběnic, též Voračický z Paběnic (německy Wenzel von Babienitz, 1525–6. ledna 1563 nebo 1565, Vožice) byl český šlechtic z rodu Voračických z Paběnic.
 

## Život
Václav z Paběnic se narodil jako druhý syn Jana z Paběnic. Měl bratry Mikuláše st. (1525 - 1542 nebo 1547), Petra a Buriana († po roce 1560).
Okolo roku 1544 zavraždil Jiřího Řepického ze Sudoměře. V roce 1553 koupil panství Hlasivo, v roce 1557 Polánku a od svých bratrů dostal podíl Vožice a po smrti bratra Burjana, jeho podíl. V roce 1560 společně bratři prodali hrad Kozí hřbet.

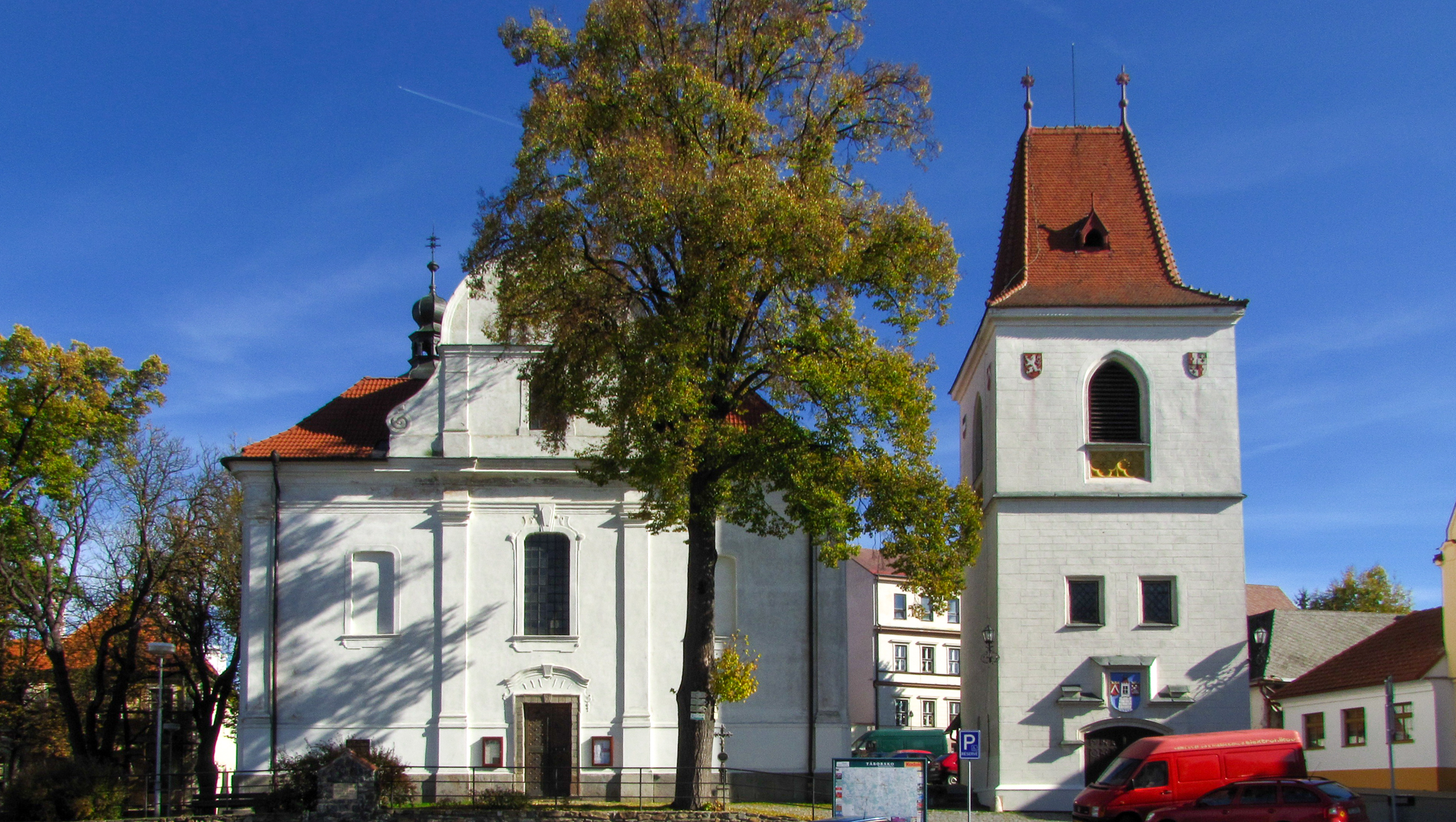
Kostel svatého Martina v Mladé Vožici, místo posledního odpočinku Václava z Paběnic.

Václav z Paběnic zemřel 6. ledna 1565 nebo 1563  na svém panství Vožice a byl pohřben ve vožickém kostele sv. Martina. Jeho potomci rovněž vymřeli v druhém pokolení.

## Rodina
Václav byl dvakrát ženat, poprvé od roku 1548 s Annou Žďárskou ze Žďáru († 19. února 1554), podruhé s Johankou z Prostého. Měl syny Jana Karla (*1550), Bedřicha, Kryštofa, Adama, Viléma ml., Mikuláše ml. a Jáchyma.